# Уэст-Пойнт-Виллидж (гидроаэропорт)
Гидроаэропорт Уэст-Пойнт-Виллидж (англ. West Point Village Seaplane Base), (ИАТА: KWP, FAA LID: KWP) — частный гражданский гидроаэропорт, расположенный в населённом пункте Уэст-Пойнт (Аляска), США. Порт находится в собственности коммерческой компании West Point Canning Co.

## Операционная деятельность
Гидроаэропорт Уэст-Пойнт-Виллидж расположен на высоте уровня моря и эксплуатирует одну взлётно-посадочную полосу:
- E/W размерами 3048 x 152 метров, предназначенную для приёма гидросамолётов.

Деятельность аэропорта субсидируется за счёт средств Федеральной программы США Essential Air Service (EAS) по обеспечению воздушного сообщения между небольшими населёнными пунктами страны.